# Pedro Coronel
D. Pedro Coronel (1150 -?) foi um Cavaleiro medieval de origem italiana  que veio para Portugal como companheiro de armas do Conde D. Henrique de Borgonha, Conde de Portugal senhor do Condado Portucalense, a quando da vinda deste para Portugal. Combateu a seu lado nas lutas contra os mouros.

## Relações familiares
Foi casado com Justa Pais (c. 1150 -?), filha de D. Paio Guterres da Cunha (1100 -?) e de Ausenda Trastamires (1120 -?), de quem teve:
1. Egas Pires Coronel (1166 -?) casou com Inês Martins Anaia.
2. Pedro Pires Coronel casou com Maria Rodrigues.